# Касахара, Сигэру
Сигэру Касахара (яп. 笠原 茂 Касахара Сигэру, р.11 июня 1933) — японский борец вольного стиля, призёр Олимпийских игр.
Сигэру Касахара родился в 1933 году в Ниигате, окончил Университет Мэйдзи.
В 1954 году Сигэру Касахара завоевал золотую медаль Азиатских игр в Маниле. В 1956 году на олимпийских играх в Мельбурне он стал обладателем серебряной медали в весовой категории до 67 кг.